# Главное управление казачьих войск при Президенте Российской Федерации
Главное управление казачьих войск при Президенте Российской Федерации — управление при президенте Российской Федерации, созданное в соответствии с указом президента РФ от 20 января 1996 года № 67 «О Главном управлении казачьих войск при Президенте Российской Федерации».

## История
Главное управление казачьих войск при Президенте Российской Федерации было создано указом президента РФ от 20 января 1996 года № 67 «О Главном управлении казачьих войск при Президенте Российской Федерации» (указом президента РФ от 16 ноября 1998 года № 1397 настоящий Указ признан утратившим силу).
Управление было создано в целях «улучшения взаимодействия и координации деятельности федеральных органов исполнительной власти, органов исполнительной власти субъектов Российской Федерации, органов местного самоуправления, организаций, общественных объединений и казачьих обществ по выполнению нормативно-правовых актов о российском казачестве» штатной численностью 35 единиц.